# Струмишка чаршия
Старата струмишка чаршия (на македонска литературна норма: Стара струмичка чаршија) е централна улица в град Струмица, Северна Македония
Представлява търговска и културно-историческа улица в центъра на града. Чаршията е обявена за паметник на културата. Днес улицата се казва „Маршал Йосип Броз Тито“.
Най-много от сградите на улицата са построени в периода 1920 – 1935 година, в неокласически стил и с необарокови елементи.